# Industrirörsmontör

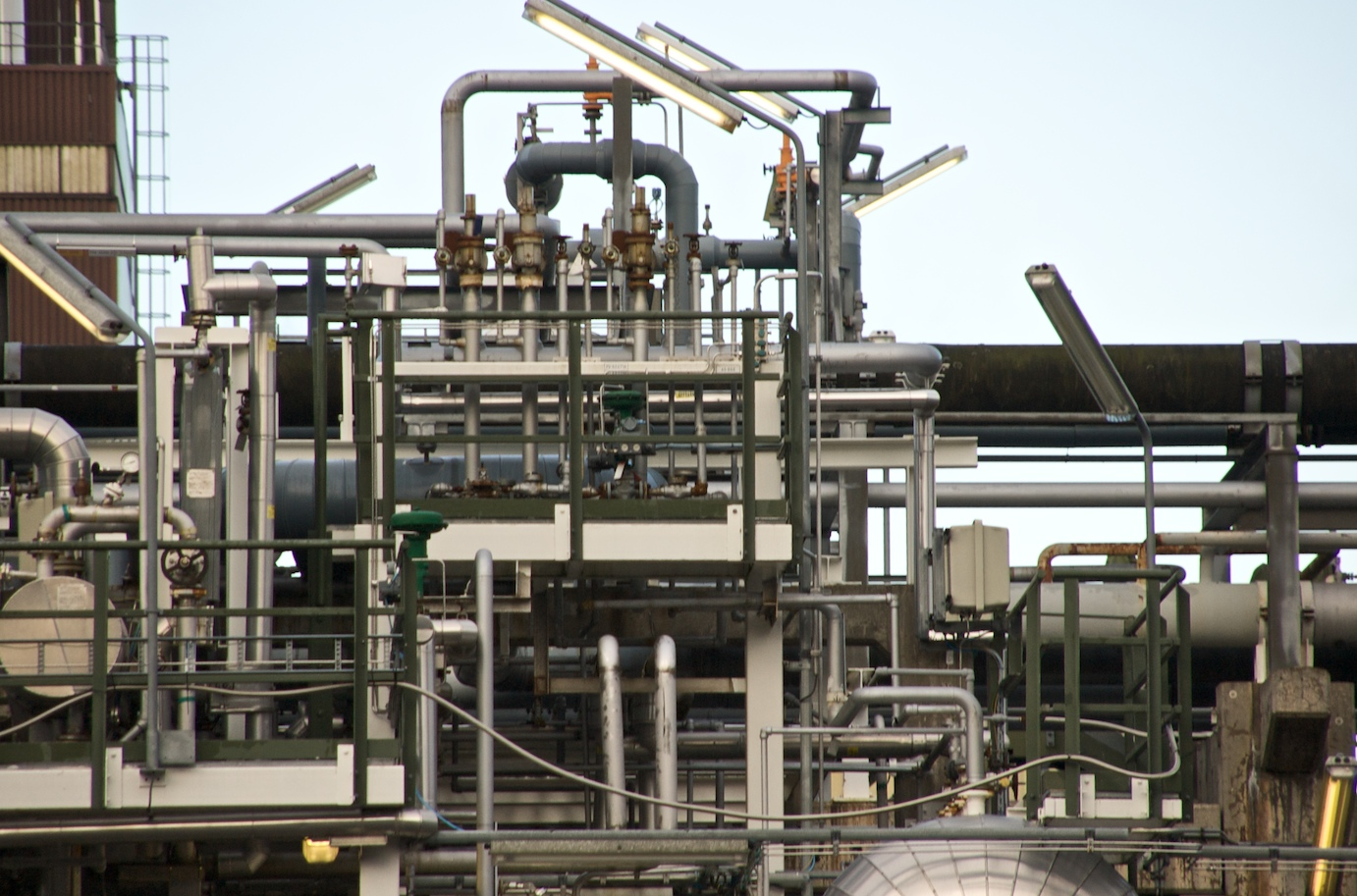
Rör i en petrokemisk anläggning

Industrirörsmontör är en fackman som arbetar med rörsystem på större industrier. Typiska exempel är värmeverk, massa- och pappersbruk, livsmedels- och läkemedelsfabriker och andra kemiska fabriker. 
För att bli industrirörsmontör måste man i Sverige först gå den treåriga gymnasieutbildningen VVS- och fastighetsprogrammet (tidigare Energiprogrammet) med inriktning Industrirörsmontör.